# Clypecharis rostrifera
Clypecharis rostrifera är en stekelart som beskrevs av Alex Gumovsky 2003. Clypecharis rostrifera ingår i släktet Clypecharis och familjen finglanssteklar. Inga underarter finns listade i Catalogue of Life.